# 杉浦淳吉
杉浦 淳吉（すぎうら じゅんきち、1969年11月 - ）は、日本の心理学者。慶應義塾大学文学部人文社会学科人間関係系教授。日本心理学会優秀論文賞等受賞。

## 人物・経歴
愛知県碧南市出身。1988年愛知県立岡崎高等学校卒業。1993年信州大学人文学部人文学科社会心理学専攻卒業。1995年名古屋大学大学院文学研究科心理学専攻博士前期修了。1998年同博士後期課程単位取得退学、愛知教育大学教育学部助手。2000年廃棄物学会論文賞受賞。2001年愛知教育大学教育学部助教授、博士（心理学）。2002年名古屋都市センター特別研究員、津島市ゴミ処理基本計画策定委員会委員。2003年津島市環境基本計画策定委員会委員。2004年文部科学省海外先進教育研究実践支援プログラムによりドイツ連邦共和国派遣。同年日本シミュレーション＆ゲーミング学会論文賞受賞。2006年日本心理学会優秀論文賞受賞。2007年愛知教育大学教育学部准教授。同年日本質的心理学会研究発表最優秀表現奨励賞受賞。2008年刈谷市ごみ減量推進会議会長。2012年豊田市環境審議会委員、日本説得交渉学会出版賞受賞。2013年 慶應義塾大学文学部社会学専攻准教授。2015年慶應義塾大学文学部社会学専攻教授。

## 著書
- 『環境配慮の社会心理学』ナカニシヤ出版 2003年
- 『クロスロード・ネクスト : 続:ゲームで学ぶリスク・コミュニケーション』（吉川肇子, 矢守克也と共著）ナカニシヤ出版 2009年
- 『暮らしの中の社会心理学』（安藤香織と共編著）ナカニシヤ出版 2012年
- 『大学生のリスク・マネジメント』（吉川肇子, 西田公昭と共編）ナカニシヤ出版 2013年